# اسمارت سنترز
اسمارت سنترز (انگلیسی: SmartCentres) شرکت املاک آمریکایی است، که در سال ۱۹۹۴ توسط میتچل گولدهار تأسیس شد.